# Santa María Chiquimula
Santa María Chiquimula è un comune del Guatemala facente parte del dipartimento di Totonicapán. Con la sua estensione territoriale di 80 km², rappresenta uno dei municipi più grandi del suo dipartimento. Si trova al sud del fiume Pachac  e al nord del fiume Secmequená.
La lingua predominante è il K'iche' ma è utilizzato anche lo spagnolo. La popolazione discende dalla ricca cultura Maya K'iche' e ciò si riflette in modo evidente nella loro vita quotidiana.